# Kamianka (oblast de Tcherkassy)
Pour les articles homonymes, voir Kamianka et Kamenka (homonymie).
Kamianka (en ukrainien : Кам'янка) ou Kamenka (en russe : Камeнка) est une ville de l'oblast de Tcherkassy, en Ukraine. Sa population s'élevait à 12 427 habitants en 2014.

## Géographie
Kamianka est située à 43 km au sud de Tcherkassy.

## Histoire

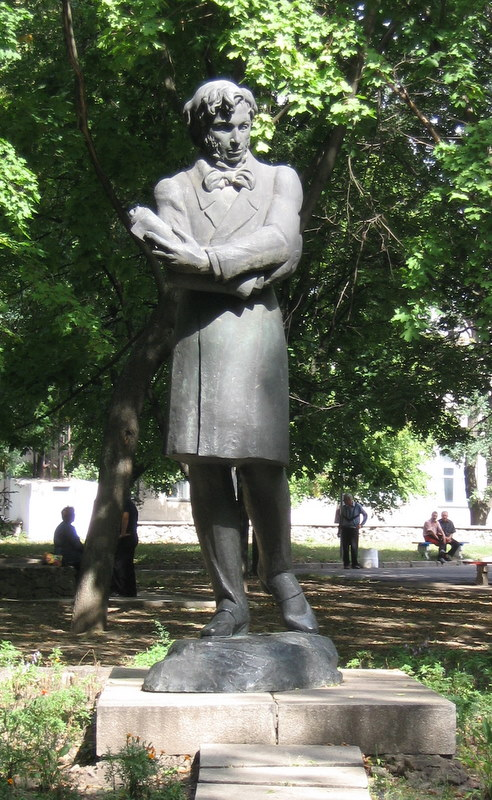
Statue de Pouchkine

Le nom de la localité est dérivé du mot slave Kamen, qui signifie « pierre ». Son histoire commence véritablement au XVIIe siècle. Au cours de l'année 1649, le roi de Pologne Casimir dut céder la ville au Cosaque Bogdan Khmelnitski. Cent quarante années plus tard elle fut vendue au magnat polonais Lubomirski — à l'époque châtelain de Kamianka — et par la suite au favori de Catherine II, Grigori Potemkine.
Kamianka est connue grâce aux artistes qui y séjournèrent, en particulier le poète russe Alexandre Pouchkine et le compositeur Piotr Ilitch Tchaïkovski. Cette localité fut par ailleurs un foyer secret du mouvement décabriste, où fut conçue l'insurrection contre le tsar et où l'on discuta du programme de la future société républicaine. Pouchkine y réalisa quelques-uns de ses chefs-d'œuvre poétiques dans les années 1820, comme Le Prisonnier du Caucase. La ville est mentionnée dans le 10e chapitre d'Eugène Onéguine. Tchaïkovski a travaillé à Kamianka à son cycle pour piano Les Saisons, au Concerto pour piano no 2, à sa Symphonie no 2 et à d'autres œuvres célèbres comme Mazeppa, Eugène Onéguine, La Pucelle d'Orléans, Le Lac des cygnes. Entre 1865 et 1891, Tchaïkovski passa presque tous ses étés à Kamianka.

## Population
Recensements (*) ou estimations de la population :
| 1959*  | 1970*  | 1979*  | 1989*  | 2001*  |
| ------ | ------ | ------ | ------ | ------ |
| 11 619 | 14 524 | 15 967 | 16 878 | 15 109 |

| 2010   | 2011   | 2012   | 2013   | 2014   |
| ------ | ------ | ------ | ------ | ------ |
| 13 261 | 13 039 | 12 864 | 12 652 | 12 427 |